# Лозвиёль
Лозвиёль — река в России, протекает в Республике Коми. Устье реки находится в 65 км по левому берегу реки Лунвож. Длина реки составляет 13 км.
Исток реки в болотах на территории муниципального района Печора в 55 км к северо-западу от города Вуктыл. В среднем течении перетекает в муниципальный район Вуктыл. Именованных притоков не имеет. Река течёт на юг, затем поворачивает на юго-восток, всё течение проходит по ненаселённой, заболоченной тундре. Ширина реки на всём протяжении не превышает 10 метров.

## Данные водного реестра
По данным государственного водного реестра России относится к Двинско-Печорскому бассейновому округу, водохозяйственный участок реки — Печора от водомерного поста у посёлка Шердино до впадения реки Уса, речной подбассейн реки — бассейны притоков Печоры до впадения Усы. Речной бассейн реки — Печора.
Код объекта в государственном водном реестре — 03050100212103000062019.